# Tony Hawk's Pro Skater HD
Tony Hawk's Pro Skater HD is een skateboardspel uit 2012, ontwikkeld door Robomodo en uitgegeven door Activision. Het spel bestaat uit levels  die eerder voorkwamen in Tony Hawk's Pro Skater en Tony Hawk's Pro Skater 2. Tony Hawk's Pro Skater HD verscheen op 18 juli 2012 in de Xbox Live Arcade en op 28 augustus 2012 op het PlayStation Network. Tevens kwam het spel beschikbaar op Windows via het softwareplatform Steam. Het spel is het zestiende deel uit de computerspelserie van Tony Hawk.